# إد وين
إد وين (بالإنجليزية: Ed Wynne) هو عازف قيثارة جاز ومنتج أسطوانات ومهندس الصوت ومهندس وملحن وعازف قيثارة بريطاني، ولد في 3 يونيو 1961 في واندزوورث في المملكة المتحدة.